# Copacabana Mon Amour
Copacabana Mon Amour é um filme brasileiro de 1970, dirigido por Rogério Sganzerla.
O filme não foi lançado comercialmente em 1970, devido a censura. Sua restauração ocorreu em 2015, em que foi relançado durante uma mostra em homenagem a Rogério Sganzerla, realizada no Museu da Imagem e do Som em São Paulo, juntamente com seu lançamento em DVD.
A trilha sonora do filme é de Gilberto Gil, a fotografia de Renato Laclete e a montagem de Mair Tavares.

## Sinopse
Sônia Silk circula por Copacabana, no Rio de Janeiro, com o grande sonho de ser cantora da Rádio Nacional. Ela é irmã de Vidimar, empregado apaixonado pelo patrão, o Dr. Grilo. Sônia Silk vê espíritos baixarem em seres e objetos e procura o pai-de-santo Joãozinho da Gomeia para livrá-la desta aflição.

## Elenco
Fonte: Governo do Estado de São Paulo.
- Helena Ignez - Sônia Silk
- Lilian Lemmertz - Prostituta
- Otoniel Serra - Vidimar
- Paulo Villaça - Dr. Grilo
- Joãozinho da Gomeia - Ele mesmo
- Guará Rodrigues - Bandido